# 奇科皮河
奇科皮河（英語：Chicopee River）是美国康乃狄克河的一条支流，长约18.0-英里（29.0-），位于麻薩諸塞州斯普林菲尔德大都会区，是麻薩諸塞州流域面积最大的河流，在奇科皮注入康乃狄克河。